# شط النيل

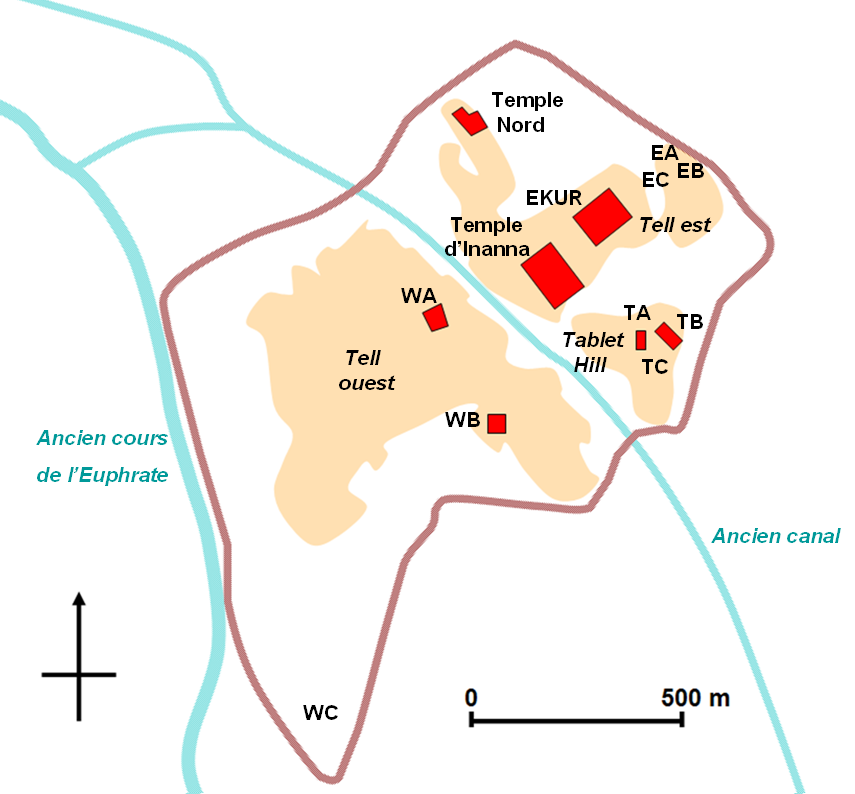

شط النيل هو قناة نهرية جافة في جنوب العراق. يشتهر أيضًا بنارو كباري.